# Helorimorphini

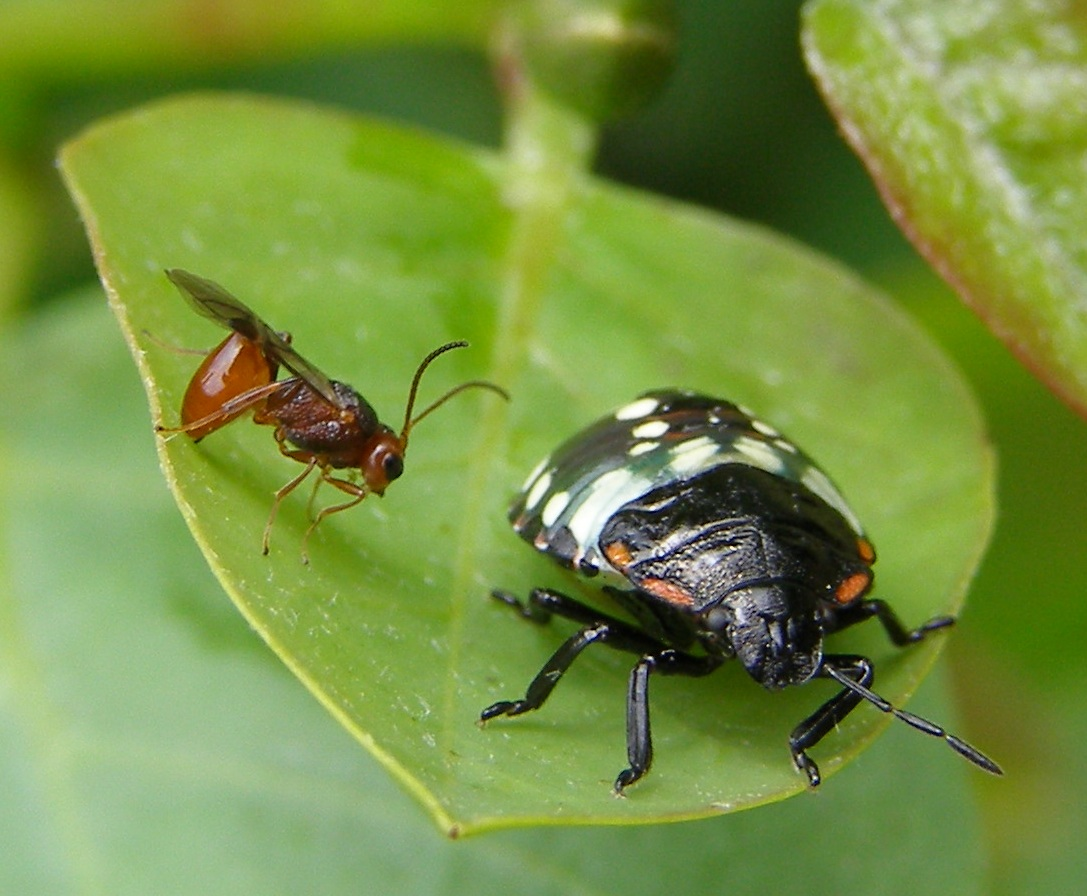
Браконида Aridelus rufotestaceus и клоп Nezara viridula на листе каперсов (Capparis sp.)

Helorimorphini  (лат.) — триба перепончатокрылых насекомых подсемейства Euphorinae из семейства браконид. 4 рода.

## Описание
Мелкие наездники-бракониды. Нижнечелюстные щупики 6-члениковые, нижнегубные щупики состоят из 3-4 сегментов. Первый брюшной тергит стебельчатый. Яйцеклад короткий или равен 0,2–0,3× от длины переднего крыла, коготки лапок простые или гребенчатые в базальной части. Маргинальная ячейка переднего крыла варьирует в размере, жилка r длинная и почти такой же длины как и жилка m-cu, жилка 2M изогнутая, жилка (RS + M)b развита, жилка m-cu и жилка 2RS варьируют в размере.

## Экология
Эндопаразиты насекомых из отрядов Neuroptera и Hemiptera.  Chrysopophthorus заражают сетчатокрылых Chrysopa и Mallada (Chrysopidae), а остальные члены трибы Helorimorphini паразитируют на клопах Nabidae и Pentatomidae. Wesmaelia паразитируют на клопах Nabis, Holdawayella используют в качестве хозяев клопов Corythucha, а Aridelus на различных семействах клопов, таких как Pentatomidae и Acanthosomatidae.

## Систематика
4 рода, включая роды Chrysopophthorus и Wesmaelia ранее включаемые в трибу Euphorini (Yu & van Achterberg 2011).
- Aridelus Marshall, 1887[4]
  - (=Helorimorpha Schmiedeknecht, 1907)
  - (=Arideloides Papp, 1974)
- Holdawayella Loan, 1967[5]
  - (=Ussuraridelus Tobias & Belokobylskij, 1981, Ussuraridelus minutus Tobias & Belokobylskij, 1981)[6]
    - Holdawayella juglandis Loan 1971 — Канада[7]
    - Holdawayella tingiphaga Loan 1967 — Канада
- Chrysopophthorus Goidanich, 1948[8]
- Wesmaelia Forster, 1862[9][10][11][12]